# 小行星5053
小行星5053（5053 Chladni）是一颗绕太阳运转的小行星，为主小行星带小行星。该小行星于1985年3月22日发现。

## 轨道参数
小行星5053的轨道半长轴为2.3994815 UA，离心率为0.166。